# Kevin Begois
Kevin Begois (ur. 13 maja 1982 w Antwerpii) – belgijski piłkarz grający na pozycji bramkarza. Od 2017 występuje w FC Groningen. Wcześniej grał w KV Mechelen, Rodzie JC, Helmond Sport, VVV Venlo, FC Den Bosch i PEC Zwolle.